# Louis Roguet
Pour les articles homonymes, voir Roguet.
Louis Roguet, né le 24 décembre 1824 à Saint-Junien (Haute-Vienne), mort le 24 septembre 1850 à Rome, est un sculpteur français, lauréat du prix de Rome de sculpture en 1849.

## Biographie
Le père de Louis Roguet est employé aux contributions indirectes d’Orléans et destine son fils à la carrière dans la finance. Mais il remarque très tôt l’attirance du jeune homme pour les arts.
Sur recommandation, il le fait entrer à l’école des beaux-arts de Paris où il est l’élève de James Pradier, d’Abel de Pujol, de Francisque Duret et de Michel Martin Drolling. Les portes du concours lui sont ouvertes en 1843 et, dès l’année suivante, il est récompensé par une médaille d’argent puis par des mentions honorables  en 1845 et 1847.
Entré en loge pour le prix de Rome de sculpture, il obtient le second grand prix en octobre 1848.
Bien qu'atteint par les premiers signes de la maladie qui l’emportera, il participa en 1849 au concours. Ses forces ne lui permettent pas d’achever son œuvre mais  le jury, qui reconnaît ses réelles qualités, lui décerne par vingt-trois voix sur vingt-cinq le premier grand prix et décide « qu’après avoir reçu en séance solennelle la médaille d’or, il serait envoyé à Rome aux frais du gouvernement. »
Peu après, il part pour le Villa Médicis accompagné de sa mère, à qui il voue un véritable culte. Il meurt dans ses bras le 24 septembre 1850. Avant de mourir, il avait manifesté le désir d’être inhumé à Orléans. En attendant d'être rapatrié, le corps du jeune lauréat est déposé dans un caveau de l’église Saint Laurent. Une épitaphe est apposée en l’Église Saint-Louis-des-Français de Rome.
Une rue d’Orléans, autrefois le rue de Petits-Souliers, porte son nom.

## Ses œuvres
- Homère : Bas-relief en terre-cuite. Homère debout, une lyre à la main, accompagné d'un enfant qui le conduit, vient de chanter devant un homme et une femme couchés. C’est avec cette esquisse que Roguet obtint sa première récompense à l'école des beaux-arts : une médaille d’argent le 19 octobre 1844.
- Philoctèle partant pour le siège de Troyes : Second prix de Rome en 1849. Philoctète quitte l'île de Lemnos où Ulysse l'avait abandonné. Chargé des flèches d'Hercule, un arc dans la main gauche, un pied blessé posé sur la proue d'un navire qui va l'emporter, il remercie les dieux qui font cesser son exil. Bas-relief en plâtre conservé au musée d’Orléans.
- Teucer blessé par Hector : scène mythologique extraite de l’Iliade. Bas-relief en plâtre avec lequel l’artiste obtint le premier prix de Rome. Conservé à l’école des beaux-arts de Paris [1].
- La République Française : statue en bronze, datée de 1850,  réalisée pour un concours de la figure symbolique de la République française, Roguet a obtenu la seconde mention. Elle est déposée au musée d’Orléans[2].

Le ministre de l’intérieur, Alexandre Ledru-Rollin en fit réaliser une copie en bronze. Lorsque cette œuvre sortit de chez le fondeur (les établissements Simonet et fils, fondeurs à Paris), la République n’était plus et c’est Louis-Napoléon Bonaparte qui dirigeait la France. On en fit donc don à la ville d’Orléans qui, fort embarrassée lui fit faire quelques retouches pour la transformer en Ville d’Orléans et on l’érige au centre de la place Bannier. Après la chute de l’Empire la municipalité décida de l’installer place Saint-Samson qui devint de ce fait « Place de la République » et l’inauguration eut lieu le 14 juillet 1882. Elle est fondue sous le régime de Vichy, dans le cadre de la mobilisation des métaux non ferreux.
- La République Française : commande en 1849 non aboutie d’une statue en pierre de la République[4].
- Statuettes : Louis Roguet réalisa de nombreuses statuettes en plâtre, dont la plupart sont conservées au musée d’Orléans :
  - Jeune femme couronnée de lauriers : plâtre. Le corps et les bras sont drapés, une main est posée sur l'autre, la tête est couronnée de lauriers.
  - Jeune femme couronnée de lierres : plâtre. Le corps et les bras sont drapés, la tête est couronnée de lierre.
  - Ecce Homo : plâtre. le Christ debout, la tête inclinée et couronnée d'épines, a les deux bras croisés et attachés, il tient de la main droite un roseau, un manteau jeté sur ses épaules laisse la poitrine et l’un des bras nus.
  - Mater Dolorosa : plâtre. La Vierge, debout, tête inclinée, a les mains croisées.
  - Jeune femme nue debout : plâtre. La tète est inclinée à droite, de l’une de ses mains, elle tient un collier à double rang qui entoure son cou, l'autre main est levée à la hauteur de la tète. Les cheveux tombent sur les épaules.

- Portrait en médaillon de M. Albin Bimbenet[5] : 1842, plâtre. Profil tourné à droite.